# Crisina
La crisina (5,7-diidrossiflavone) è un flavone, un tipo di flavonoide, originariamente isolata dal fiore della passione.
Costituisce il 50% dei metaboliti secondari presenti nel miele di acacia.
Nella sperimentazione condotta in vitro, è risultato essere un potente inibitore dell'enzima aromatasi, in grado di modulare i recettori GABAA e GABAC, inibitore della crescita di vari tipi di tumore maligno tramite l'azione su proteine ed enzimi chiave della vita cellulare (MAPk p38, ERK 1/2, Bax e Caspasi). «La crisina è risultato essere il più efficace di tutti i flavonoidi testati, ed è stato trovato che ha un effetto uguale in potenza al farmaco» senza molti degli effetti collaterali. In più, ha un potere antiossidante paragonabile a quello delle vitamine, ed è un antinfiammatorio (che agisce sul pathway di Cox-2).